# 美月ちか
美月 ちか（みづき ちか、旧芸名：美月千佳、1995年〈平成7年〉6月14日 - ）は、日本のレースクイーン、グラビアモデル、タレント。栃木県出身。愛称は「みづきち」。

株式会社ボンド所属。

## 略歴
高校時代から地元の歯科医院でアルバイトをした後、都内のレストランにショーダンサーとして4年間勤務する。その後2019年からプリッツコーポレーションに所属しモデル・イベントコンパニオンとしての活動を始め、2020年、SUPER GT「DIREZZA GIRLS」の一員としてレースクイーン活動を開始。同年度の日本レースクイーン大賞ではクリッカー賞を受賞した。
翌2021年も引き続きDIREZZA GIRLSを務める他、キックボクシング『KNOCK OUT』のラウンドガールや、ゴルフ雑誌「GOLF TODAY」のイメージガールに当たる『GTバーディーズ』にも参加する。
2022年1月15日に発表された『MediBang 日本レースクイーン大賞2021』で週刊プレイボーイ賞を受賞。同年4月11日発売の同誌17号でグラビアを飾った。
2022年4月1日付でプリッツコーポレーションからTRUSTARに事務所を移籍。移籍後初の撮影会は同年4月10日の『FFA撮影会』であった。この年は「にゃんこ大戦争ガールズ」としてTGR TEAM KeePer TOM'Sのレースクイーンを務めた。
2023年はレースクイーンの仕事から離れ、西口プロレスのリングガールに相当する「西口向上委員会」に参加。同年10月20日には自身初のイメージDVD「ミヅキのチカイ」をリリースした。
2024年、テレビ東京1月期ドラマ8「ジャンヌの裁き」にて、「小泉花」役として女優デビューを果たす。
2024年8月9日、2年半所属していた事務所TRUSTARを5月末に退所したことを報告。
2024年10月1日、自身のインスタにて新たに事務所株式会社BOND(株式会社ボンド)に所属し、芸名も「美月ちか」に変更したことを報告した。同年11月パチンコホールを展開するダイナムよりPB機の発表会で「ごらくガールズ」としてお披露目される。また、この年はポーカーのプレイヤー、実況等も積極的に行う。
2025年1月、P1 CIRCUIT in NAGOYAのほか2月にはTHE GOLD、SPADIE にてMCを務める。
同年3月21日、雑誌FRIDAYにてグラビアを飾ると共にデジタル写真集の発売も自身のSNSにて発表する。

## 人物
- ヒップホップやジャズダンス、ベリーダンスを得意とする[1]。他にドラムも得意[1][4]。
- 趣味は料理で、特に魚料理が作れる[動画 1]。他に乗馬、ポーカー、岩盤浴も趣味[1]。
- 資格：ダイビングライセンス、小型船舶操縦運転免許
- 姉が2人いる[3]。

## レースクイーン歴
| 年            | カテゴリー | チーム名                                         | 他メンバー |
| ------------- | ---------- | ------------------------------------------------ | ---------- |
| 2020年 2021年 | SUPER GT   | DUNLOP DIREZZA GIRLS                             | 花咲美桜   |
| 2022年        | SUPER GT   | にゃんこ大戦争ガールズ （TGR TEAM KeePer TOM'S） | 東海林里咲 |

## 作品

### 写真集
- PIN-UP GIRLS Selection 3（トランスワールドジャパン・2023年11月10日)[16]

### デジタル写真集
- 春がきたから…（週プレ グラジャパ!・2022年4月11日）[17]
- 美月ちか　おーるいん！！　ｖｏｌ．１　ＦＲＩＤＡＹデジタル写真集 [18]
- 美月ちか　おーるいん！！　ｖｏｌ．２　ＦＲＩＤＡＹデジタル写真集  [19]
- 美月ちか　おーるいん！！　ｖｏｌ．１　ＦＲＩＤＡＹデジタル写真集  [20]

### イメージビデオ
- ミヅキのチカイ（2023年10月20日、ラインコミュニケーションズ）[12]

## 出演

### テレビ番組
- どうして私がフラれたの?（テレビ大阪・2022年1月3日未明放送）[注釈 2]
- ヒロミ・指原の“恋のお世話始めました”（テレビ朝日、ABEMA・2022年5月12日放送）[動画 2]
- 極楽山本・ロンブー亮のARIGATEENA TV（テレビ埼玉、マシェバラ・2021年 -）[22]
- 全力坂 (テレビ朝日)
  - 「車屋の坂」（2023年1月10日）[動画 3]
  - 「観音坂」（2023年1月25日）[動画 4]
- じっくり聞いタロウ～スター近況㊙報告～ (テレビ東京)
  - 「ネクストブレイクタレントは誰だ！？SP」（2023年9月28日）
  - 「自宅ですっぴんみせてください！～～」見届けゲスト（2024年2月15日）
  - 「ネット炎上12年戦争SP～～」見届けゲスト（2024年3月14日）

### テレビドラマ
- ジャンヌの裁き・小泉花役[23](テレビ東京・2023年1月 - 3月[24])
- マイダイアリー 最終話（2024年12月22日、朝日放送テレビ・テレビ朝日系） - カフェ店員 役[25]

### 配信
- 【サウナデート前編】日本レースクイーン大賞‼美月千佳と水着で汗だくデート　（Television Osaka テレビ大阪・2022年4月21日）
- 【サウナデート後編】ぶっかけすぎ⁉美ボディ美月千佳と汗だくロウリュ三昧（Television Osaka テレビ大阪・2022年4月28日）
- マシェバラ「西口向上↑↑放送部」（2023年4月 - ）
- 内さまワールド～大自然クイズ2023 in 伊豆～ (Netflix・2023年9月）[26]

### CM
- GMOコイン「オリコン顧客満足度No.1篇」（2021年）[動画 5]

### ミュージック・ビデオ
- オメでたい頭でなにより「着火繚乱ビンビンビン」（2023年8月9日公開）[27]

### イベント
- 東京オートサロン2020「ブリヂストン」ブースコンパニオン（2020年1月10日 - 12日、幕張メッセ）[共演 1]
- KNOCK OUTラウンドガール（2021年）[共演 2]
- ラリージャパン2021応援サポーター[共演 3]
- WG POKER JAPAN 第1回最強女子決定戦（2021年9月）[動画 6][共演 4]
- WGP 芸能界最強のポーカー美女決定戦（2022年7月）[動画 7][共演 5]
- 近代麻雀水着祭2023（2023年4月30日、しらこばと水上公園）[11]
- 西口プロレスリングガール「西口向上委員会」（2023年）[共演 6]
- WGP ポーカー最強女子決定戦 4th season（2023年5月）
- カジスタ東京 X'masイベント（2024年12月）
- #P1 CIRCUIT in NAGOYA (2025年1月）
- THE GOLD (2025年2月21日～24日)
- SPADIE (2025年2月28日～3月2日）

### 雑誌
- 三栄「ギャルズ・パラダイス」2021レースクイーンデビュー編グラビア[1]
- 三栄「GOLF TODAY」GTバーディーズ（2021年10月号より[注釈 3]）[動画 8]
- 集英社「週刊プレイボーイ」2022年17号グラビア[2]